# Бенні Уркідес
Бенні Уркідес (англ. Benny Urquidez; нар. 20 червня 1952, Тарзана, Лос-Анджелес, США) — американський професійний кікбоксер, майстер бойових мистецтв, актор та хореограф бойових сцен. Один з найвідоміших представників повноконтактного кікбоксингу 1970–1980-х років. Шестиразовий чемпіон світу з кікбоксингу у різних вагових категоріях, непереможений на професійному ринзі.

## Біографія
Народився у родині з бойовими традиціями: батько мав мексиканське походження і займався боксом, а мати — япономексиканка — практикувала дзюдо. Займатися бойовими мистецтвами почав змалку — спочатку дзюдо, потім карате, тхеквондо та боксом.
У 1974 році перейшов до повноконтактного кікбоксингу, де швидко здобув славу завдяки своїй швидкості, потужності ударів та видовищній техніці.

## Спортивна кар'єра
Провів понад 60 професійних боїв, не зазнавши жодної офіційної поразки. Прізвисько «The Jet» отримав завдяки блискавичній техніці ударів ногами. Один із піонерів сучасного повноконтактного стилю боїв, що поєднує карате, кікбоксинг і традиційні східні мистецтва.

## Акторська діяльність
Знімався у кількох бойовиках, зокрема в гонконзьких фільмах разом з Джекі Чаном: Закусочна на колесах (1984) та Дракони назавжди (1988). Також з'явився у фільмах Вбивство у Гросс-Пойнті (1997) і 1408 (2007).

## Досягнення
- Шестиразовий чемпіон світу з кікбоксингу (WKA, ISKA)
- Непереможений у професійних поєдинках
- Один з перших американців, що досяг міжнародного визнання в повноконтактному карате
- Включений до Зали слави чорного поясу

## Вплив
Бенні Уркідес мав значний вплив на розвиток змішаних бойових мистецтв і бойової хореографії у кіно. Тренував багатьох акторів, серед яких Джон К'юсак, Патрік Свейзі, Урсула Андресс.

## Цікаві факти
- Має чорні пояси з кількох бойових мистецтв, зокрема шотокан-карате, тхеквондо, джіт-кун-до.
- Автор книг з бойових мистецтв.
- Відкрив школу кікбоксингу «The Jet Center» у Каліфорнії.